# Banke (hav)
 For alternative betydninger, se Banke. (Se også artikler, som begynder med Banke)
En banke er en forhøjning i havbunden, eksempelvis i form af en sandbanke eller toppen af et dybhavsbjerg. Ordet bruges også om havområdet lige over sådan en forhøjning. For enkelte sandbankers vedkommende kan de nå over vandoverfladen. Ordet anvendes ofte synonymt med rev, der betegner en toppen ("ryggen") af en undersøisk bjergkæde.